# Ратленд (тауншип, Миннесота)
Ратленд (англ. Rutland) — тауншип в округе Мартин, Миннесота, США. На 2000 год его население составило 472 человека.

## География
По данным Бюро переписи населения США площадь тауншипа составляет 95,7 км², из которых 92,0 км² занимает суша, а 3,7 км² — вода (3,82 %).

## Демография
По данным переписи населения 2000 года здесь находились 472 человека, 162 домохозяйства и 138 семей.  Плотность населения —  5,1 чел./км².  На территории тауншипа расположено 169 построек со средней плотностью 1,8 построек на один квадратный километр. Расовый состав населения: 97,46 % белых, 0,21 % афроамериканцев, 2,12 % — других рас США и 0,21 % приходится на две или более других рас. Испанцы или латиноамериканцы любой расы составляли 3,81 % от популяции тауншипа.
Из 162 домохозяйств в 37,0 % воспитывались дети до 18 лет, в 77,2 % проживали супружеские пары, в 3,7 % проживали незамужние женщины и в 14,8 % домохозяйств проживали несемейные люди. 11,7 % домохозяйств состояли из одного человека, при том 4,9 % из — одиноких пожилых людей старше 65 лет. Средний размер домохозяйства — 2,79, а семьи — 2,99 человека.
26,3 % населения — младше 18 лет, 6,4 % — в возрасте от 18 до 24 лет, 30,5 % — от 25 до 44, 24,6 % — от 45 до 64, и 12,3 % — старше 65 лет. Средний возраст — 37 лет. На каждые 100 женщин приходилось 122,6 мужчин.  На каждые 100 женщин старше 18 приходилось 118,9 мужчин.
Средний годовой доход домохозяйства составлял 41 786 долларов, а средний годовой доход семьи —  42 969 долларов. Средний доход мужчин —  27 019  долларов, в то время как у женщин — 20 625. Доход на душу населения составил 16 757 долларов. За чертой бедности находились 2,9 % семей и 9,0 % всего населения тауншипа, из которых 5,9 % младше 18 лет.